# Phytolacca tetramera
El ombusillo u ombucillo (Phytolacca tetramera) es una especie de planta herbácea o arbustiva geófita del género Phytolacca. Habita en el centro-este del Cono Sur de Sudamérica.

## Características generales
Es una especie dioica (cada individuo da flores de un único sexo). Su parte aérea muere por los fríos del invierno, pero desde sus raíces renace en la siguiente primavera. Alcanza una altura de unos 100 a 150 cm. Las hojas poseen forma oblanceolada y una longitud de 20 a 35 cm. La especie florece en noviembre. Sus frutos son bayas pequeñas.

## Distribución y hábitat
El ombusillo es una planta endémica del nordeste de la provincia de Buenos Aires, en el centro-este de la Argentina, distribuyéndose en una franja paralela a la ribera derecha del Río de la Plata.
Sus poblaciones más importantes se encontraban en los actuales partidos de Magdalena y Punta Indio. Desde este núcleo se extendía hacia el noroeste hasta el este del partido de La Plata y hacia el sur por la franja oriental del partido de Chascomús hasta alcanzar el partido de Castelli.
Se encuentra en zonas sobre elevadas con respecto a los perfiles deprimidos aledaños (los que frecuentemente poseen cuerpos de agua), sin sufrir habitualmente de inundaciones, con suelos relativamente húmedos compuestos por rodados calcáreos, depósitos de valvas de moluscos marinos, humus y arena. Estas dorsales naturales se han formado como resultado de las transgresiones del Pleistoceno tardío.
Habita en pastizales naturales, soportando mal la degradación y modificación por acción del pastoreo ovino, bovino y equino. En menor medida también se lo encuentra en las márgenes de los bosques de tala.

## Importancia económica y cultural
Esta especie es una valiosa fuente de compuestos químicos aprovechables. Por similitud con otras especies del género, se presume que contenga compuestos bactericidas, antitumorales, antivirales, etc. El extracto metanólico de sus frutos poseen actividad antifúngica contra hongos oportunistas, patógenos para el hombre, gracias a saponinas triterpenoides, y monodesmosídicas (fitolacósidos B, E Y F), siendo el Fitolacósido B la saponina antifúngica más activa.

## Estado de conservación
El ombusillo está incluido en la categoría: ‘‘especie en peligro crítico de extinción’’. Su principal amenaza es la acción antrópica y la reducción del hábitat. El hecho de ser una especie dioica (ejemplares machos y hembras en pies separados), hace que la diseminación mediante sus frutos sea muy rara, ya que frecuentemente las poblaciones se componen de manchones de un único sexo, generados por brotación de sus raíces.
Es por ello que se lo multiplica en viveros de plantas nativas y se lo intenta reintroducir en las áreas protegidas ubicadas en su área de distribución, incluso se ha creado una unidad de conservación especialmente destinada a su protección en el partido de Magdalena, en las canteras de conchilla propiedad de la Dirección de Vialidad de la Provincia de Buenos Aires, en el kilómetro 37,5 de la Ruta Provincial n.º 11.

## Taxonomía
Phytolacca tetramera fue descrita originalmente en el año 1909 por el botánico, micólogo y briólogo belga Lucien Leon Hauman-Merck, de extensa dedicación a la investigación y difusión botánica en la Argentina. Los primeros ejemplares fueron colectados en San José de Magdalena (35°S 57°50’W) en proximidades de la ribera del Río de la Plata. Su descripción fue publicada oficialmente en Anales del Museo Nacional de Buenos Aires 1: 108. 1909.
Citología
Cromosómicamente el ombusillo es una especie octoploide (n=36).
Etimología
Phytolacca: nombre genérico que deriva de las palabras griegas: φυτόν (phyton), que significa «planta», y la palabra latína lacca = «un rojo tinte».
tetramera: epíteto latíno que significa «con 4 partes»